# Krasnozawodskoj
Krasnozawodskoj (ros. Краснозаводской) – osiedle typu wiejskiego w zachodniej Rosji, w sielsowiecie iwanczikowskim rejonu lgowskiego w obwodzie kurskim.

## Geografia
Miejscowość położona jest nad Olszanką (lewy dopływ rzeki Prutiszcze w dorzeczu Sejmu), 6 km od centrum administracyjnego sielsowietu (Iwanczikowo), 15 km na północny wschód od centrum administracyjnego rejonu (Lgow), 52 km na północny zachód od Kurska, 16,5 km od drogi regionalnego znaczenia 38K-017 (Kursk – Lgow – Rylsk – granica z Ukrainą) – część trasy europejskiej E38.
W osiedlu znajduje się 13 posesji.
Klimat
Miejscowość, jak i cały rejon, znajduje się w strefie klimatu kontynentalnego z łagodnym ciepłym latem i równomiernie rozłożonymi opadami rocznymi (Dfb w klasyfikacji klimatów Köppena).

## Demografia
W 2010 r. osiedle zamieszkiwały 24 osoby.